# Acacia ramulosa
Acacia ramulosa — вид квіткових рослин з родини бобових. Ареал: Австралія (Новий Південний Уельс, Північна територія, Квінсленд, Південна Австралія, Західна Австралія).

## Середовище
Часто зустрічається на червоних піщаних і суглинистих піщаних ґрунтах у свелах; також зустрічається на неглибоких кам'янистих ґрунтах серед відслонень латериту і може утворювати панівні насадження на південному та східному кінцях свого ареалу.

## Біоморфологічна характеристика
Це прямовисний, розлогий і багатогіллястий кущ, який зазвичай досягає висоти від 1,5 до 6 метрів. Ребристі майже голі гілочки мають дрібні білі волоски між ребрами, смолисті молоді кінчики мають темніший колір. Основи філодіїв можуть мати смолисті ребра з деякими червоно-залозистими волосками. Товсті лінійні філодії зазвичай мають довжину від 7 до 15 сантиметрів і ширину від 5,5 до 7 міліметрів; вони смугасті з товстими поздовжніми жилками. Цвіте нерегулярно протягом року, утворюючи жовті квітки, квіти зазвичай з'являються в прохолодну погоду, часто після опадів. Прості суцвіття зазвичай з'являються поодинці в пазухах. Щільні золотисті колоски мають довжину від 5 до 30 мм. Прямі циліндричні стручки звужуються на кожному кінці, мають довжину до 13,5 см і діаметр від 8 до 10 мм. Стручки звисають вниз з гілочок зазвичай групами, що нагадують кінський хвіст; вони мають сірий колір і мають поздовжні коричневі смуги. Насіння кремового кольору має довгасту форму, довжину від 6 до 12 мм.

## Використання
Рослина придатна як декоративна або для забезпечення середовища існування в районах прибережних скель або на піщаних рівнинах. Його можна вирощувати на сонці або в частково затіненому місці на лужних або нейтральних піщаних або суглинистих ґрунтах. Чагарник може переносити посуху, засолення ґрунту, соляні бризки та лісові пожежі.